# Pink Anderson
Pinkney (Pink) Anderson (Laurens (South Carolina), 12 februari 1900 - Spartanburg, 12 oktober 1974) was een Amerikaans blueszanger en gitarist.
Anderson groeide op in Spartanburg, en in 1914 werkte hij met Dr. Kerr, waar hij het publiek moest amuseren en bezighouden, terwijl Kerr probeerde een middeltje te verkopen waaraan hij genezende werking toeschreef. Enkele jaren later leerde Anderson Simmy Dooley kennen, die hem de blues leerde zingen. In perioden dat hij niet met Dr. Kerr werkte, speelde Anderson met Dooley in de regio rondom Spartanburg.
Dr. Kerr stopte met werken in 1945, en Anderson bleef in zijn geboorteregio actief als zanger, waarbij hij zichzelf begeleidde op gitaar en mondharmonica. Tot 1957 bleef hij optreden, tot hij wegens hartklachten gedwongen werd te stoppen. In zijn carrière nam Anderson enkele platen op, en werkte mee aan de film The Bluesmen (1963).
Andersons zoon Alvin is ook blueszanger (onder de naam Little Pink Anderson) en treedt op met werk van zijn vader.

## Discografie
- 1961 - American Street Songs
- 1961 - Vol. 1 Carolina Bluesman
- 1962 - Carolina Medicine Show Hokum & Blues
- 1962 - Vol. 2 Medicine Show Man
- 1963 - Ballad & Folksinger, Vol. 3

## Trivia
- Toen Syd Barrett in 1965 een nieuwe naam moest verzinnen voor zijn band, koos hij voor The Pink Floyd Sound (later afgekort tot Pink Floyd). Barrett gebruikte hiervoor de namen van Pink Anderson en Floyd Council die hij had gevonden op de hoesnota's van een Blind Boy Fuller LP (Philips BBL-7512): "Pink Anderson or Floyd Council — these were a few amongst the many blues singers that were to be heard in the rolling hills of the Piedmont, or meandering with the streams through the wooded valleys".